# Pycnarmon marginalis
Pycnarmon marginalis là một loài bướm đêm trong họ Crambidae.